# Врело Вележ
Врело Вележ је извориште које чине три каптирана извора: Граб, Студенац и Водице на планини Копаоник.
Извориште Граб се налази три километра јужно од Јошаничке бање, непосредно испод уласка у Национални парк Копаоник, на локалитету Ђоровог моста. На Грабу су регистроване четири појаве изданских вода из мермера и мермерисаних кречњака чија збирна издашност износи 7,6л/с и температуре воде 10,2°C.
Извориште Студенац се налази низводно од изворишта Граб, један километар северозападно од села Вележ, испод пута за Копаоник, на надморској висини од 670 м.н.в. Дренира масу мермерисаних кречњака у залеђу. Просечна издашност воде износи 3,8л/с и тмпературе 8°C.
Извориште Водице је део система водоснабдевања Јошаничке бање, просечне издашности воде од 3,6л/с.